# Pandanus yalna
Pandanus yalna là một loài thực vật có hoa trong họ Dứa dại. Loài này được R.Tucker miêu tả khoa học đầu tiên năm 1986.